# Personaggi di Guild Wars

## Personaggi diGuild Wars: Prophecies

### Re Adelbern
Nato a Drasscir e discendente del grande re Doric, il vecchio re Adelbern è benvoluto dai cittadini di Ascalon, soprattutto per il suo atteggiamento semplice e il suo eroismo sui campi di battaglia. Quando era più giovane, Adelbern era il campione della sua gilda, i Prescelti di Ascalon.

### Principe Rurik
Primogenito di re Adelbern ed erede al trono di Ascalon, il Principe Rurik è un uomo coraggioso e audace che spesso agisce di impulso. È un capo esemplare, non si perde mai d'animo né si sottrae a una sfida. Da giovane il Principe Rurik è stato addestrato dall'Accademia di Ascalon e ha servito come ufficiale dell'esercito. Sebbene sia leale al padre, non sempre concorda  con i metodi o le ideologie del genitore.

### Re Jalis Martello di ferro
Il saggio re dei nani di Deldrimor, re Jalis Martello di ferro, governa il suo popolo dai picchi dei Monti Cimefredde. È intelligente, forte e paziente; prende decisioni basandosi unicamente sulle conseguenze che potrebbero avere sul benessere di tutti i nani di Deldrimor. Vive per servire il suo popolo, che lo ama e lo rispetta per questo. La Cima di Pietra, un gruppo di nani xenofobi che hanno rotto i loro legami con Deldrimor, desiderano spodestare il buon re: Jalis Martello di ferro non vorrebbe combattere contro altri nani, ma è pronto a fare quello che deve per la salvezza del suo popolo. Assieme al suo leale fratello, Brechnar Martello di ferro, il re ha riunito le sue forze ed è pronto a difendersi dal crescente potere della Cima di Pietra.

### Devona
Devona aspira a diventare una grande guerriera, esattamente come suo padre: questi  era uno dei capi dei Prescelti di Ascalon, una gilda prestigiosa e rispettata, e perse la vita per difendere le mura della città dall'assalto di una gilda di Orr durante l'ultima Guerra delle Gilde. Devona è molto seria e diretta nei suoi rapporti con le altre persone; ha un forte temperamento e sacrificherebbe la sua stessa vita per salvare un amico

## Personaggi diGuild Wars Factions

### Shiro Tagachi
Shiro Tagachi, la guardia più fidata dell'Imperatore di Cantha, si rivoltò contro il monarca l'ultimo giorno della Festa del Raccolto. Shiro stesso venne trucidato pochi minuti dopo, ma prima di spirare fece appello a tutto il suo potere acquisito illecitamente per strappare l'anima dell'Imperatore; poi la a guardia del corpo traditrice urlò e la sua voce si diffuse su un'area di centinaia di chilometri. L'urlo di Shiro prese il nome di "Vento di Giada" e trasformò le piante, gli animali, le persone e l'acqua del mare in pietra e cristallo. A due secoli di distanza da quegli avvenimenti, Shiro è tornato dall'aldilà.

### Imperatore Kisu
L'Imperatore Kisu, figlio legittimo dell'Imperatore Kintah e della moglie, è cresciuto nella città di Kaineng provando una grande ammirazione per il fratellastro maggiore Togo. Quando non è a corte, l'Imperatore Kisu spesso dimora nella splendida zona privata della città, Palazzo Raisu.

### Maestro Togo
Figlio dell'Imperatore Kintah e della sua amata concubina Yuki, Togo è più grande del fratellastro Kisu di 15 anni. I due sono sempre stati molto legati. Togo fu allevato nel palazzo imperiale e contribuì, con i tutori del palazzo, all'educazione del giovane fratellastro e futuro imperatore. Quando Kisu abbandonò gli studi per assumure il ruolo imperiale, Togo abbandonò il palazzo e si recò al Monastero di Shing Jea. Togo divenne un esperto Ritualista e a seguito della morte del Maestro Botah, fu nominato Maestro del Monastero di Shing Jea.

### Mhenlo
Nato nel tempio della Serenità da un sacerdote di Dwayna e da una sacerdotessa di Balthazar, Mhenlo è sempre stato circondato dagli insegnamenti della magia curativa e punitiva. Ha studiato duramente per tutta la vita ed è un servo devoto di Dwayna e Balthazar. Ha trascorso un lungo periodo della sua adolescenza sotto la guida del Maestro Togo al Monastero di Shing Jea.

## Personaggi diGuild Wars Nightfall

### Varesh Ossa
Il maresciallo supremo Varesh Ossa è la discendente di Turai Ossa, che salvò la nazione di Elona sconfiggendo il signore dei morti viventi Palawa Joko. È una condottiera brillante, una kournana in grado di instillare nelle sue truppe principi di lealtà e dedizione.

### Kormir
Kormir, maresciallo della Lancia del Sole, è una donna che, nonostante i successi personali, prende a cuore l'addestramento delle nuove reclute. È colta, impavida, una soldatessa calma, capace di agire e in grado di ispirare gli altri. Orgogliosa dei propri successi, si sforza di diventare l'incarnazione di una grande Paragon.

### Palawa Joko
Palawa Joko era un tempo il signore dei morti viventi nella Desolazione e controllava le vallate che conducono a nord, oltre Elona, dal suo Palazzo d'Ossa. Al comando di orde di morti viventi, invase Vabbi con l'intento di conquistarla e usarne le ricchezze per diventare ancora più potente, ma fu sconfitto dal grande eroe kournano Turai Ossa.

### Generale Morghan
Generale di Kourma il braccio destro di Varesh Ossa, ha visto Varesh fin da bambina dopodiché è diventato cieco (nel gioco non viene spiegato bene il motivo della cecità) più avanti nel gioco sarà vostro alleato e vi aiuterà in varie missioni.

## Personaggi diGuild Wars: Eye of the North

### Kilroy Discendipietra
Kilroy Discendipietra (Kilroy Stonekin) è un veterano che ha affrontato battaglie gloriose contro la Cima di Pietra ed è sceso nelle profondità della Fornace della Sofferenza. Rappresenta alla perfezione lo stereotipo del nano ubriacone pronto ad attaccar briga che si butta nella mischia a testa bassa gridando strane formule di battaglia.

### Capitano Langmar
Maestra nel sopportare le emozioni, il Capitano Langmar non esita quando viene il momento di assumere decisioni difficili o sopportare rinunce se ciò permette di assestare un colpo ai nemici di Ascalon, i Charr. Le fu offerto il comando dell'Avanguardia d'Ebano da re Adelbern, che si rese conto della sua impertubabilità e della sua capacità di prendere in mano le redini in situazioni letali e senza speranza.

### Artificiere Mullenix
Mullenix è un uomo dai molteplici talenti e rappresenta un'incredibile fonte di informazioni sull'Avanguardia d'Ebano, sulle missioni nel nord e sullo stato attuale della situazione ad Ascalon. Lavora spalla a spalla con Gwen, aiutante di campo del Capitano Langmar.

### Olaf Figlio di Olaf
Olaf è un guerriero Norn; è sempre alla ricerca di sfide per superare se stesso. Per lui non esiste niente di più importante al mondo se non cacciare e domare le creature selvatiche. È il settimo Olaf della sua stirpe.

### Sif Cacciaombra
Sif Cacciaombra (Sif Shadowhunter) è un'eroina Norn la cui dimora si trova nelle gelide distese settentrionali di Cimefredde Remote, ancora più a nord del Lago Drakkar. Si è fatta un nome grazie al suo amore per la caccia; di tanto in tanto, si occupa di addestrare i cacciatori più giovani.

### Oola
Oola è una donna Asura brillante e specializzata nella creazione di costrutti umanoidi magici, tra cui anche i golem. È consapevole delle sue capacità e, pur di non essere disturbata durante i suoi studi, si è allontanata dal mondo per lavorare in pace assistita da alcuni suoi aiutanti.

### Gadd
Gadd è un vecchio Asura irascibile ed esigente. È rispettato dagli altri Asura che però girano al largo da lui: in passato, diversi assistenti di Gadd sono rimaste vittime di incresciosi incidenti durante i suoi esperimenti.

### Gerofante Spiritoarso
Gerofante Spiritoarso (Hierophant Burntsoul) è un Charr Sciamano salito al potere sostenendo che la sua autorità derivasse direttamente dai Titani. È leggendaria la sua spietata caccia agli umani ribelli e ai Charr eretici, che egli tortura e sacrifica come monito per gli altri. Il suo enorme corpo è adornato da innumerevoli catene di piccoli crani, mentre sul  capo indossa ornamenti ricavati da ossa nemiche.